# Ругуй
Ругу́й — деревня в Цвылёвском сельском поселении Тихвинского района Ленинградской области.

## История
На карте Новгородского наместничества 1792 года А. М. Вильбрехта упоминается деревня Ругоя.
На карте Ф. Ф. Шуберта 1844 года она обозначена как село Ругой.

РУГУЙ — село Ругуйского общества, центр прихода. Ручей Ругуйка.

Крестьянских дворов — 35. Строений — 46, в том числе жилых — 43. Мелочная лавка и постоялый двор.

Число жителей по семейным спискам 1879 г.: 77 м п., 60 ж. п.; по приходским сведениям 1879 г.: 76 м п., 72 ж. п.

Сборник Центрального статистического комитета описывал его так:

РУГУЙ — село бывшее государственное при реке Ругуйчеке, дворов — 30, жителей — 141; Церковь православная. (1885 год)

В конце XIX века село административно относилось к Васильковской волости 1-го стана, в начале XX века — к Васильковской волости 3-го земского участка 4-го стана Тихвинского уезда Новгородской губернии.
Список населённых мест Новгородской губернии:

РУГУЙ — село при Тихвинском тракте, число дворов — 34, число домов — 49, число жителей: 147 м п., 122 ж. п.;
 Церковь. Церковно-приходская школа. Земская конная станция. Две мелочных лавки. (1910 год)

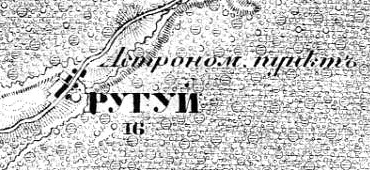
Деревня Ругуй на карте 1915 года

Согласно карте Петроградской и Новгородской губерний 1915 года село Ругуй состояло из 16 крестьянских дворов. В селе находись «Астрономический пункт» и часовня.
С 1917 по 1918 год деревня Ругуй входила в состав Васильковской волости Тихвинского уезда Новгородской губернии.
С 1918 года в составе Череповецкой губернии.
С 1927 года в составе Ругуйского сельсовета Тихвинского района.
В 1928 году население деревни составляло 315 человек.
Согласно карте Ленинградской области Северо-западного аэрогеодезического треста ГГУ издания 1932 года деревня насчитывала 34 крестьянских двора. В деревне находилось почтовое отделение.
По данным 1933 года деревня Ругуй являлась административным центром Ругуйского сельсовета Тихвинского района, в который входили 4 населённых пункта, деревни: Мат. Харчевни, Ругуй, Ситомля и Струнина, общей численностью населения 701 человек.
В 1958 году население деревни составляло 166 человек.
По данным 1966 и 1973 годов деревня входила в состав Ругуйского сельсовета с центром в деревне Харчевня.
По данным 1990 года деревня входила в состав Липногорского сельсовета Тихвинского района.
В 1997 году в деревне Ругуй Липногорской волости проживали 56 человек, в 2002 году — 38 человек (русские — 95 %).
В 2007 году в деревне Ругуй Цвылёвского СП — 31.

## География
Деревня расположена в юго-западной части района на автодороге 41К-909 (подъезд к дер. Ругуй) к северу от автодороги 41А-009 (Лодейное Поле — Тихвин — Будогощь — Чудово).
Расстояние до административного центра поселения — 36 км.
Расстояние до ближайшей железнодорожной платформы Разъезд № 3 — 10 км. Платформа расположена в Киришском районе на железнодорожной ветке Будогощь — Тихвин.
Деревня находится на левом берегу реки Ругуйка, притока Луненки, через деревню протекает ручей Ольховик. Деревня находится в болотистой местности, со всех сторон окружена лесами.

## Демография
| 2007 | 2010 | 2017 |
| ---- | ---- | ---- |
| 31   | ↘23  | ↘21  |

### Национальный состав
Согласно данным Всероссийской переписи населения 2021 года в деревне проживали 18 человек, все русские.

## Инфраструктура
В расположенных рядом деревнях: Харчевня, Струнино и Ситомля нет кладбищ, захоронения жителей этих деревень производятся на кладбище деревни Ругуй.

## Транспорт
Ругуй связан с районным центром автобусным маршрутом № 149 Тихвин — Ругуй. Через деревню также проходит автобусный маршрут № 789 Тихвин — Кириши.

## Улицы
Боровая.